# De missanpassade

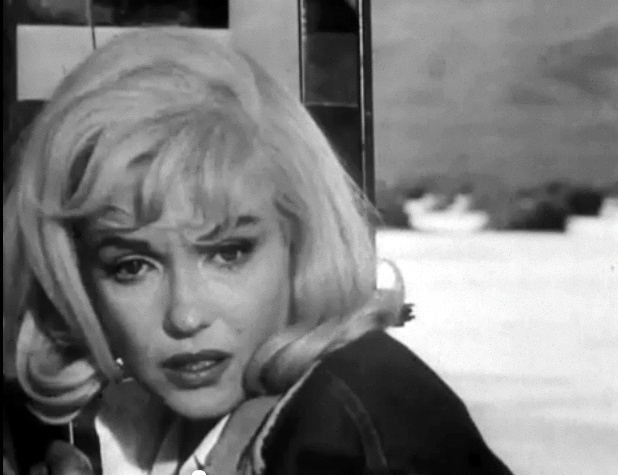
Marilyn Monroe i en trailer för filmen.

De missanpassade (originaltitel: The Misfits) är en amerikansk dramafilm från 1961 i regi av John Huston. Filmen kom att bli den sista för både Marilyn Monroe och Clark Gable. Gable dog i en hjärtattack kort efter att filminspelningen var klar. Monroe medverkade senare i Something's Got to Give, men den filmen blev inte klar före hennes bortgång i augusti 1962.

## Handling
Roslyn (Marilyn Monroe) har precis skilt sig och befinner sig i Reno. Där träffar hon några män som sysslar med att fånga in vildhästar i öknen.

## Medverkande (urval)
| Clark Gable      | – Gay Langland               |
| Marilyn Monroe   | – Roslyn Taber               |
| Montgomery Clift | – Perce Howland              |
| Thelma Ritter    | – Isabelle Steers            |
| Eli Wallach      | – Guido                      |
| John Huston      | – statist i blackjack-scenen |
| Kevin McCarthy   | – Raymond Tabor              |

## Om filmen
Jean Louis designade kläderna i filmen.
Musikgruppen The Misfits namngav sig efter filmen.